# Hilsprich
Hilsprich è un comune francese di 915 abitanti situato nel dipartimento della Mosella nella regione del Grand Est.

## Società

### Evoluzione demografica
Abitanti censiti